# Isaak Guderian
Isaak Guderian, művésznevén Isaak (Minden, 1995. január 31. –) német énekes. Ő képviselte Németországot a 2024-es Eurovíziós Dalfesztiválon Malmőben, az Always on the Run című dalával.

## Magánélete
Guderian 1996-ban született egy izlandi anyától és egy német apától. Porta Westfalicában, Észak-Rajna-Vesztfáliában nőtt fel. Jelenleg Espelkampban él feleségével és két gyermekével.

## Pályafutása
Guderian először 2011-ben az X-Faktor német változatában való megjelenésével vált ismertté. Ezt megelőzően főként utcazenéléssel foglalkozott. 2021-ben megnyerte a Show Your Talent című tehetségkutató műsort.
2024. január 19-én az NDR bejelentette, hogy az énekes résztvevője lesz a 2024-es Eurovision Song Contest: Das Deutsche Finale német eurovíziós nemzeti válogatónak. Always on the Run című versenydalával a február 16-án rendezett döntőben a nemzetközi zsűri és a nézők szavazatai által megnyerte a válogatóműsort és képviselhette hazáját az Eurovíziós Dalfesztiválon. A verseny döntőjében a tizenkettedik helyen végzett.

## Diszkográfia

### Kislemezek
- Too Late (2020)
- Sober (2020)
- One Life (2021)
- Shelter (2021)
- Free (2021)
- Impact (2021)
- Water to the Seed (2021)
- Finally (2021)
- Baby Steps (David Puentezzel közösen, 2022)
- Home (2022)
- Postcard (2023)
- Always on the Run (2024)